# Cease the Day
Cease the Day är det femte studioalbumet av det norska black metal-bandet In the Woods.... Det gavs ut 2018 av skivbolaget Debemur Morti Productions.

## Låtlista
1. "Pure" – 7:21
2. "Substance Vortex" – 7:16
3. "Respect My Solitude" – 6:25
4. "Cloud Seeder" – 6:43
5. "Still Yearning" – 8:48
6. "Strike Up with the Dawn" – 6:18
7. "Transcending Yesterdays" – 6:55
8. "Cease the Day" – 1:49

## Medverkande
Musiker (In the Woods...-medlemmar)
- Anders Kobro – trummor
- Mr. Fog (James Fogarty) – sång, gitarr, keyboard
- Bernt Sørensen – gitarr
- Kåre André Sletteberg – akustisk gitarr, sologitarr

Produktion
- Frédéric Gervais – ljudmix, mastering
- Max Winter – omslagskonst, logo